# نومحافظه‌کاری: چرا به آن نیاز داریم
نئومحافظه‌کاری: چرا به آن نیاز داریم، کتابی است نوشتهٔ داگلاس ماری که در سال ۲۰۰۶ منتشر شده است. نویسنده در این کتاب استدلال می‌کند که نئومحافظه‌کاری یک چارچوب منسجم برای مقابله با نسل‌کشی، دیکتاتوری‌ها و نقض حقوق بشر در جهان مدرن ارائه می‌دهد. همچنین، او معتقد است که مفاهیم «نئومحافظه‌کاری» و «نئومحافظه‌کار» اغلب به‌درستی درک نمی‌شوند یا به‌اشتباه معرفی می‌شوند، و این دیدگاه سیاسی می‌تواند نقش پیشرو و مثبتی در سیاست‌های معاصر بریتانیا ایفا کند.
این کتاب از سوی واحد امور اجتماعی به عنوان «دفاعی پرانرژی» از «جنجالی‌ترین فلسفهٔ سیاسی» توصیف شده است.

## پیش‌زمینه
ماری در مصاحبه ای در سال ۲۰۰۶ توضیح داد که چگونه این کتاب را نوشته است:
چون واقعاً از این بابت ناراحت و ناامید شده بودم که بحث‌های سیاسی در غرب به چنان سطح پایینی رسیده که حتی بسیاری از واژه‌های پایه‌ای‌مان هم از بین رفته‌اند؛ منظورم این است که واژهٔ «نئومحافظه‌کار» که در اصل معنایی ظریف و چندوجهی داشت و هنوز هم دارد، به‌سادگی تبدیل شده به برچسبی برای کسی که جنگ‌طلب یا یک تندرو افراطی از جناح راست حزب جمهوری‌خواه است. من اول از همه می‌خواستم توضیح بدهم که نئومحافظه‌کارها چه کسانی هستند و چه کسانی نیستند… نئومحافظه‌کاری چیست و چه چیزی نیست… و به مردم نشان بدهم که نئومحافظه‌کارها، برخلاف آنچه بعضی‌ها فکر می‌کنند، نه یک فرقهٔ ترسناک یا باند پنهانی‌اند، بلکه افرادی هستند مثل خودم که صرفاً به چیزهایی خاص باور دارند و جهان را از زاویه‌ای مشخص می‌بینند. به نظرم خیلی‌ها با دیدگاه ما موافق‌اند — و درک این نکته سخت نیست که تفاوت قائل شدن میان دموکراسی‌ها و دیکتاتوری‌ها نه از روی تعصب، بلکه بر پایهٔ یک دیدگاه اخلاقی متفاوت است.

## خلاصه کتاب
داگلاس ماری در مقدمهٔ کتاب می‌نویسد: «نئومحافظه‌کاری نه یک حزب سیاسی است و نه یک محفل اجتماعی، بلکه یک شیوهٔ نگاه به جهان است. این یک فلسفهٔ عمیقاً ریشه‌دار و مرتبط با مسائل روز است که تنها به این دلیل ناهماهنگ با اندیشهٔ مدرن به نظر می‌رسد که اساساً اندیشهٔ مدرنی وجود ندارد.»
این کتاب به چهار بخش تقسیم شده است: «نئومحافظه‌کاری در نظریه»، «نئومحافظه‌کاری در عمل»، «نسبی‌گرایی و جنگ عراق» و «نئومحافظه‌کاری در آمریکا».
در سال ۲۰۰۶، ملانی فیلیپس مباحث اصلی کتاب را به شرح زیر خلاصه کرد:
- آثار لئو اشتراوس فیلسوف سیاسی آمریکایی، به دلایل سیاسی و با انگیزه‌های خاص تحریف شده‌اند و نقش او در شکل‌گیری نئومحافظه‌کاری بیش از حد بزرگ جلوه داده شده است.[۴]
- ویژگی اصلی نئومحافظه‌کاری «روشنی اخلاقی» است و این دیدگاه که فروپاشی اخلاقی – چه در قالب نسبی‌گرایی اخلاقی در سیاست داخلی و چه در سطح بین‌المللی – یک شر واقعی است و باید با آن مقابله کرد.[۴]
- سیاست خارجی ایالات متحده پس از حملات ۱۱ سپتامبر حاصل نئومحافظه‌کاری نبود، اما باعث همگرایی فکری میان نئومحافظه‌کاران و محافظه‌کاران سنتی شد.[۴]
- بدنام کردن نئومحافظه‌کاری توسط لیبرال‌های به‌اصطلاح لیبرال در اروپا و آمریکا ناشی از درماندگی آن‌هاست؛ چراکه تنها نئومحافظه‌کاران بودند که سیاست‌هایی منسجم برای مقابله با نسل‌کشی، دیکتاتوری‌ها و نقض حقوق بشر داشتند، در حالی که لیبرال‌ها هیچ راهکاری نداشتند.[۴]
- مخالفت با جنگ عراق تحت تأثیر برابرسازی اخلاقی، نفرت از اسرائیل و کارزار رسانه‌ای مغرضانه‌ای بود که علیه غرب جهت‌گیری داشت.[۴]
- نئومحافظه‌کاری باید راهی برای پیشرفت حزب محافظه‌کار بریتانیا ارائه دهد؛ حزبی که در وضعیت فعلی‌اش، در تضاد کامل با آرمان نئومحافظه‌کاری قرار دارد.[۴]

## بازخوردها
در وب‌سایت کانسرویتیوهوم، جرمی برایر نوشت: «ادای احترام بااعتمادبه‌نفس و دانشورانهٔ مورای به نئومحافظه‌کاری، هم نمایشی از روشنی اخلاقی است و هم استدلالی در دفاع از آن.»
ماری همچنین سخنان تند و دقیقی را به منتقدان جنگ اختصاص می‌دهد: «اعضای غیراخلاقی این گروه، آشکارا از حملات خشونت‌آمیز علیه جوامع غربی استقبال می‌کنند؛ و اعضای به‌ظاهر اخلاقی‌تر آن، تنها قادرند توجیهاتی سطحی و بی‌مایه برای نادرستی چنین حملاتی ارائه دهند.» راه خروج از این رکود و نتیجه‌گیری نهایی تز موری، بازگشت به محافظه‌کاری سنتی نیست؛ محافظه‌کاری‌ای که در «باستان‌گرایی، نخبه‌گرایی فرقه‌ای و فخرفروشی» غرق است، بلکه راه‌حل آن است که محافظه‌کاران باید ایده‌های نئومحافظه‌کاری را بپذیرند و به صدایی قدرتمند برای آزادی، لیبرالیسم و عدالت تبدیل شوند.

ماری در فصل پایانی کتاب خود، چشم‌اندازی از بریتانیایی نئومحافظه‌کار ارائه می‌دهد: شامل کاهش چشمگیر مالیات‌ها، حمایت از دانشگاه‌های نخبه، و پایان دادن به تعامل با دادگاه‌ها و کنوانسیون‌های حقوق بشری اروپایی. و شاید قانع‌کننده‌ترین بخش دیدگاه او، تأکیدش بر این نکتهٔ حیاتی است که سازمان ملل نباید به‌عنوان «پارلمان جهان» در نظر گرفته شود — مفهومی که در سراسر کتاب نیز تکرار می‌شود.
برایر در پایان می‌نویسد: «این کتاب کوتاه برجسته که همواره با شوخ‌طبعی، ظرافت و جذابیت نگاشته شده، نه‌تنها به خواننده کمک می‌کند جهانِ امروز را بهتر درک کند، بلکه با شفافیت سوزانی وظایف و مسئولیت‌های فردی‌مان را در این جهان برایمان آشکار می‌سازد.»
روزنامه‌نگار کریستوفر هیچنز در واشینگتن اگزمینر نوشت: «خودِ واژهٔ 'نئومحافظه‌کار' در واقع لطیفه‌ای‌ست که بیش از حد ادامه پیدا کرده است… به‌وضوح، جناحی سیاسی‌ای که خواهان براندازی وضعیت موجود است، به هیچ وجه نمی‌تواند به‌درستی 'محافظه‌کار' نامیده شود.» اما او دربارهٔ ماری ادامه می‌دهد…
ماری با انرژی و شوخ‌طبعی دربارهٔ نیاز به یک «توریسم رادیکال» (محافظه‌کاری انگلیسی با رویکردی نوین و تند) می‌نویسد—رویکردی که بتواند از حزب محافظه‌کار کنونی که به نهادی منجمد تبدیل شده، فراتر برود.
در انگلستانِ ماری، بحثی که آمریکایی‌ها دربارهٔ «جنگ علیه تروریسم» دارند، به‌نوعی به‌صورت معکوس در جریان است.
بخش قابل‌توجهی از چپ‌گرایان—چه حامی بلر و چه غیر از آن—به‌شدت از سرنگونی طالبان و صدام حسین حمایت می‌کنند و بر استفاده از قدرت نظامی و اخلاقی برای تحقق آن تأکید دارند.
در حالی‌که در جناح راست، بخش مهمی از ساختار سنتی و ریشه‌دار، گرایش‌های ضدآمریکایی دیرینهٔ خود را آشکار کرده و حتی تونی بلر را مقصر در تحریک یا جذب قاتلان اسلام‌گرا می‌داند.
این تنش، فرصتی بزرگ برای هر کسی است که قدرت تفکر مستقل داشته باشد.

البته، همچنان بدترین و بی‌پرواترین تخطی‌کنندگان از اخلاق و عقل سلیم، شبه‌چپ‌گرایان نیهیلیست هستند؛ کسانی که مدعی‌اند تفاوتی واقعی میان دموکراسی غربی و کسانی که رأی‌دهندگانش را به‌طور تصادفی می‌کشند، وجود ندارد. (ماری، نظریه‌پرداز ادبی مشهور، تری ایگلتون را به‌عنوان نمونه‌ای برجسته ذکر می‌کند—ایگلتون گفته بود میان بمب‌گذاران انتحاری و کسانی که در حمله به برج‌های دوقلو در آتش سوخته و خود را از طبقات بالا به پایین انداختند، تفاوتی وجود ندارد؛ چرا که هیچ‌یک «انتخاب» واقعی‌ای نداشتند…)
پیتر برکوویتز در یک بررسی دقیق‌تر در هفته‌نامه استاندارد نوشت که «باید گفت، خوش‌بینی و جسارت ماری، گاهی اوقات او را به اغراق‌آمیز بودن موضوع یا نادیده گرفتن مشکلات سوق می‌دهد، به ویژه در برآورد او از جذابیت معاصر نومحافظه‌کاری».
در نقدی محتاطانه‌تر در ویکلی استاندارد، پیتر برکوویتز نوشت که: «خوش‌بینی و جسارت ماری—باید گفت—گاه او را به اغراق در بیان دیدگاه‌هایش یا نادیده گرفتن دشواری‌ها سوق می‌دهد؛ به‌ویژه در برآورد او از جذابیت امروزی نئومحافظه‌کاری.» و ادامه می‌دهد…
علاوه بر روشن کردن ارتباط میان نسبی‌گرایی با رنجش، حسادت و تکبری که بسیاری از انتقادات مترقیان به ایالات متحده و مبارزه‌اش با افراط‌گرایی اسلامی را شکل می‌دهد، حداقل دو مسئلهٔ حیاتی دیگر وجود دارد که باید برای تکمیل مقدمهٔ موری بر نئومحافظه‌کاری به آن‌ها پرداخت:
نخست، چه درس‌هایی از نقد نئومحافظه‌کاران به مهندسی اجتماعی در داخل کشور می‌توان در برنامهٔ ترویج آزادی و دموکراسی در خارج به کار بست؟

و دوم، چه اقداماتی می‌توان انجام داد تا تنش‌های موجود در تلاش برای حفظ دموکراسی لیبرال—یعنی یک دکترین و سبک زندگی که اصل راهنمای آن، آزادی فردی است و همواره با قیود سنت، عرف و اقتدار در کشمکش است—را به حداقل رساند؟

### کتابشناسی
- Murray, Douglas (2006). Neoconservatism: Why We Need it. Encounter Books. ISBN 978-1-59403-147-2.